# Pat Proft
Pat Proft (Columbia Heights, 3 aprile 1947) è uno sceneggiatore e produttore cinematografico statunitense.
Si è comunque prodotto anche come attore in svariati film e regista di una sola pellicola, Il fuggitivo della missione impossibile.

## Biografia
Il suo nome è legato al gruppo composto con Jim Abrahams, Jerry Zucker e David Zucker, con i quali ha scritto diverse sceneggiature, tra le quali quelle della trilogia di Una pallottola spuntata. Negli anni novanta scrive insieme a Jim Abrahams le sceneggiature di Hot Shots! e Hot Shots! 2 e scrive e dirige Il fuggitivo della missione impossibile. Nel 2003 scrive la sceneggiatura di Scary Movie 3 - Una risata vi seppellirà insieme a Craig Mazin.
Ha inoltre creato i personaggi della serie Scuola di polizia e il cartone animato omonimo.

## Filmografia parziale

### Soggetto
- Quelli della pallottola spuntata (Police Squad!), episodio 1x5 (1982) - Serie TV
- Scuola di polizia (Police Academy), regia di Hugh Wilson (1984)
- Scuola di geni (Real Genius), regia di Martha Coolidge (1985)
- Una pallottola spuntata (The Naked Gun: From the Files of Police Squad!), regia di David Zucker (1988)
- Una pallottola spuntata 2½ - L'odore della paura (The Naked Gun 2½: The Smell of Fear), regia di David Zucker (1991)
- Hot Shots!, regia di Jim Abrahams (1991)
- Hot Shots! 2 (Hot Shots! Part Deux), regia di Jim Abrahams (1993)
- Una pallottola spuntata 33⅓ - L'insulto finale (Naked Gun 33⅓: The Final Insult), regia di Peter Segal (1994)
- Scary Movie 3 - Una risata vi seppellirà (Scary Movie 3), regia di David Zucker (2003)

### Sceneggiatore
- Quelli della pallottola spuntata (Police Squad!), episodio 1x3 (1982) - Serie TV
- Scuola di polizia (Police Academy), regia di Hugh Wilson (1984)
- Bachelor Party - Addio al celibato (Bachelor Party), regia di Neal Israel (1984)
- Scuola di geni (Real Genius), regia di Martha Coolidge (1985)
- Una pallottola spuntata (The Naked Gun: From the Files of Police Squad!), regia di David Zucker (1988)
- Una pallottola spuntata 2½ - L'odore della paura (The Naked Gun 2½: The Smell of Fear), regia di David Zucker (1991)
- Hot Shots!, regia di Jim Abrahams (1991)
- Gli sgangheroni (Brain Donors), regia di Dennis Dugan (1992)
- Hot Shots! 2 (Hot Shots! Part Deux), regia di Jim Abrahams (1993)
- Una pallottola spuntata 33⅓ - L'insulto finale (Naked Gun 33⅓: The Final Insult), regia di Peter Segal (1994)
- Pensieri spericolati (High School High), regia di Hart Bochner (1996)
- Mr. Magoo (Mt. Magoo), regia di Stanley Tong (1997)
- Da che pianeta vieni? (What Planet Are You From?), regia di Mike Nichols (2000)
- Scary Movie 3 - Una risata vi seppellirà (Scary Movie), regia di David Zucker (2003)
- Scary Movie 4, regia di David Zucker (2006)

### Produttore
- Il fuggitivo della missione impossibile (Wrongfully Accused), regia di Pat Proft (1998)

### Regista
- Il fuggitivo della missione impossibile (Wrongfully Accused) (1998)